# 수어청

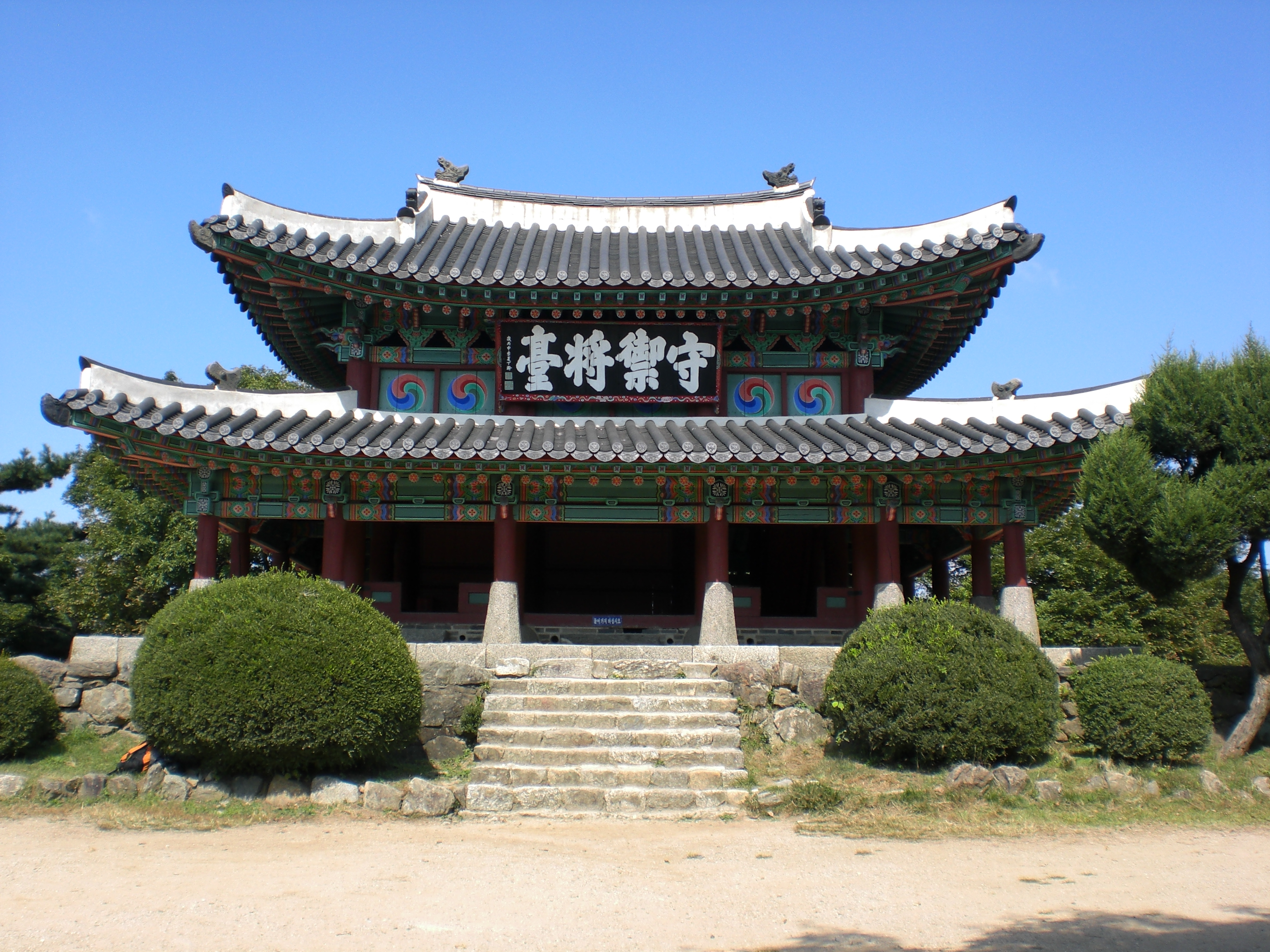
남한산성의 수어장대.

수어청(守禦廳)은 조선 후기에 한성부 남측과 남한산성 및 경기도 동남부를 방어하기 위해 세워진 중앙군으로 오군영의 하나이다. 1626년(인조 4년) 남한산성을 개축하며 설치되었다. 여러 차례의 조직 변화 끝에 정조 시기 경기도 광주부의 유수가 총괄하는 것으로 조정된 뒤 속오군을 주로하여 운영되었고 19세기 이후 점차 유명무실해 지다가 1894년(고종 31년) 폐지되었다.

## 배경
인조 반정 이후 조선은 후금과의 관계가 급속히 악화되어 전쟁에 대비하고자 하였다. 인조 즉위년인 1623년 당시 조선의 북방 방어 대책의 하나는 평안도 병마절도사인 이괄이 후금과 대치하는 사이 국왕은 강화도로 이동하여 장기전에 대비하는 것이었다. 이를 위해 행주산성이 있는 고양군과 함께 광주목에 남한산성을 개축하여 수도의 방어를 강화하고자 하였고 1624년(인조 2년) 당시 경기감사였던 이서를 총융사로 삼아 총융청을 설립하였다. 남한산성의 축조 이후인 1626년(인조 4년) 총융청에서 수어청을 분리하였다. 이듬해인 1627년(인조 5년)에 일어난 정묘호란에서 인조는 애초의 계획에 따라 강화도로 이동하였으나, 1636년(인조 14년) 일어난 병자호란에서는 후금이 먼저 강화도를 봉쇄하였기 때문에 남한산성에서 농성을 할 수 밖에 없었다.
정묘호란 당시까지도 수어청은 총융청의 예하 기구였던 것으로 보인다. 총융청의 이서는 어영청의 이귀와 함께 반정을 주도하고 이후 병권을 장악하였던 인조의 핵심 측근이었다. 1634년(인조 12년) 이서가 병으로 사직하자 후임자를 세우면서 총융청과 수어청이 실질적으로 분리되었다.
병자호란 이후 수어청의 수장인 수어사는 한양에 있고 남한산성을 비롯한 광주목 일대의 행정 관할은 광주목사가 하였기 때문에 둘 사이의 권한 분쟁이 끊이지 않았다. 국가는 때로는 광주목사가 수어사를 겸하게 하여 일원화 하였다가 별도의 수어사를 임명하여 이원화 하는 등 계속하여 수어청의 지휘 체계를 바꾸어 오다가 1793년(정조 17년) 광주를 광주유수부로 승격하고 광주유수가 수어청을 함께 관리하는 것으로 일원화 하였다. 정조는 일원화 시도가 여러 차례 있었으나 자꾸 다시 이원화 된 이유를 수어청의 청사가 여전히 한양에 남아있기 때문이라고 보고 아예 청사를 매각하였다. 이로서 수어청은 오군영 가운데 다른 군영과 달리 경기도의 지방군 성격을 지니게 되었다.

## 조직

### 병력
효종 시기 수어청의 병력은 경기도의 광주읍, 죽산진, 양주진의 3진과 강원도의 원주진, 회양진 및 충청도의 충주진 등에 배속된 병사 1만6천 명이 돌아가며 번을 서는 번상군(番上軍)으로 운용되었다.  1633년(현종 4년) 수어청의 체계를 4영 3부제로 바꾸면서 배속된 속영에 변화가 있었고, 1704년(숙종 30년) 3영 2부 체제로 개편되었다. 3영 2부 체제는 1만6천5백 명의 병사와 이들을 지원하는 같은 수의 인원을 합하여 총 3만2천 여 명의 규모였다.
정조의 개편 이후 수어청의 병력 대부분은 경기도의 속오군이었고 3년에 한 번 꼴로 산성에 들어가 근무하는 형태였지만 실제 군역에 동원되는 수 보다 군포를 내는 것으로 대신하는 숫자가 늘었다. 정조 시기 이후 수어청에 소속되어 군납으로 군역을 대신하는 사람의 수는 5천명이 넘었으나 이들 가운데 다수가 군포도 내지 않고 군역도 서지 않았다. 19세기에 이르면 수어청은 전투 부대로서는 유명무실한 존재가 되었다.

### 편제
조선군의 기본 편제는 초(哨)로 대략 120-125 명 가량의 부대이다. 초 밑으로는 대(隊)와 오(伍)가 조직되어 있었다. 초의 상위 부대로 5 개의 초가 모인 사(司), 5 개의 사가 모인 부(部)가 있고, 이를 총괄하는 단위를 군영(軍營)이라 하였다. 수어청은 남한산성의 방어를 위한 군영으로 그 아래 3 개의 속영인 전영, 중영, 후영을 두었고 이들은 각각 광주, 양주, 죽산의 수령을 겸하였다. 정조의 개편 이후 수어청의 편제는 아래와 같다.
각 사는 5 초로 이루어져 있었고 초마다 종9품 초관(哨官)이 있었다. 군졸 중에서 시험으로 선발하여 임명한 하급 무관이다. 지휘관의 명령을 전달하고 평소 병졸의 훈련을 담당하는 기패관(旗牌官)과 군졸 중에 기예가 있는 사람을 선발하여 기마병을 관리하게 한 하급 무관인 별무사(別武士)도 운용하였다. 수어청에는 군관(軍官), 한량군관(閑良軍官), 권무군관(勸武軍官), 이속군관(移屬軍官), 부료군관(付料軍官) 등의 다양한 명칭으로 불린 군관들이 있었는데 이들은 모두 군포를 내고 군역을 대신하는 명예직이었다. 일반 병으로서 군역을 서는 것보다 군관의 명예를 내세울 수 있어 신청자가 많았다.
수어청은 오군영의 다른 군영들과 같이 방어 태세를 위한 편제를 갖추어 놓기는 하였으나 실제로는 여러 이유로 번상이 이루어지지 않아 유명무실하였다. 역병이나 흉년 등을 이유로 20년간 소집이 되지 않은 경우도 있다.

## 청사
- 본영(本營) : 북부 진장방(鎭長坊)에 있었다.[13]
- 조방(朝房) : 창덕궁 금호문 밖에 있었다. 14칸[間] 규모이다.

## 같이 보기
- 남한산성
- 정묘호란
- 병자호란
- 인조
- 심기원
- 심상규